# Norsk Jernbanemuseum
Norsk Jernbanemuseum ligger i Hamar och är Norges nationella järnvägsmuseum. Det öppnade 1896 och är ett av de äldsta järnvägsmuseerna i världen. Museet är statligt och drivs av Jernbanedirektoratet, det har en unik samling från norsk järnvägshistoria. Inne på museiområdet finns Norges äldsta stationsbyggnad, Kløften stasjon. Lok- och vagnhallarna innehåller en historisk samling lok och vagnar ända från järnvägens tidigaste stadium i Norge.
Inomhusutställningen omfattar objekt. modeller och illustrationer från norsk järnvägshistoria samt moderna förmedlingsformer som videovisning, datorspel, animerade filmer, reseplanerare och järnvägsmusik.
Lok och vagnar finns utställda både i hallar och utomhus i museiparken. Bland annat Norges största ånglok, Dovregubben, samt kungavagnar och annat historiskt material. Museiparken är anlagd med räls, signaler, stationsbyggnader, lokhall, öppen restaurangvagn för besökarna samt baracker för banpersonal. Utomhusutställningen är enbart öppen sommartid.
Jernbanemuseet har även specialbibliotek för norsk järnvägsverksamhet och kultur. Det finns en omfattande fotosamling med bilder från omkring 1860 fram till idag, samlingen dokumenterar järnvägens utveckling och drift i Norge och bilderna är tagna av professionella fotografer, järnvägsanställda och privatpersoner.